# Усуслу
Усуслу или Уйсузлия (на гръцки: Πλαγιά, Плая или Πλαγιές, Плайес, до 1927 година Ουσουσλού, Усуслу) е село в Егейска Македония, Гърция, дем Кукуш, област Централна Македония. Според преброяването от 2001 година селото има 814 жители.

## География
Селото е разположено на 15 километра северно от Кукуш (Килкис) в Солунското поле.

## История
Североизточно от селото, в местността Чалишли (Tσαλισλή) са открити много антични предметии и местността е обявена в 1986 година за паметник на културата. На хълма Профитис Илияс, отдясно на пътя Ерекли (Коромилия) – Усулу, на 100 m югоизточно от Усулу е открито антично селище, обявено в 1996 година за защитен паметник. Открити са повърхностна керамика и стени на сгради.

### В Османската империя
В ΧΙΧ век Усуслу е турско село в каза Аврет Хисар (Кукуш) на Османската империя. В „Етнография на вилаетите Адрианопол, Монастир и Салоника“, издадена в Константинопол в 1878 година и отразяваща статистиката на населението от 1873 година, Уйсузлия (Ouyssouzlia) е посочено като селище в каза Аврет Хисар (Кукуш) със 70 домакинства, като жителите му са 220 турци.

### В Гърция
В 1913 година след Междусъюзническата война селото попада в Гърция. Населението му се изселва в България и на негово място са настанени гърци бежанци.
В 1927 години селото е прекръстено на Плая. В 1928 година селото е изцяло бежанско със 130 семейства и 492 жители бежанци.